# Ken Anderson (animatör)
Ken "Kenneth B" Anderson, född 17 mars 1909, död 13 januari 1993 i La Cañada Flintridge, var en art director, författare och animatör på Walt Disney Animation Studios i 44 år.
Anderson studerade arkitektur vid University of Washington, där han avlade Bachelor of Architecture 1934. Han var särskilt influerad av fakultetsmedlemmen Lionel Pries.
Med de särskilda färdigheter han fått med sig från arkitekturskolan fick han snart anställning på Disney. Anderson var en betydelsefull medarbetare i några av de mest kända animerade filmerna, som Snövit och de sju dvärgarna, Pinocchio, Pongo och de 101 dalmatinerna och Djungelboken. Han var också med i utvecklingsarbetet av Disneyland. Anderson vann 1991 Disney Legends-priset för "Animation & Imagineering".
Ken Anderson dog av en stroke den 13 januari 1993, 84 år gammal.

## Mer om Ken Anderson
- Ken Anderson på webbsidan Disney Insider